# گسکمینجان
گِسکِمینجان روستایی است در دهستان مرکزی بخش شاندرمن شهرستان ماسال طوالش در استان گیلان ایران که در فاصله ۷ کیلومتری از مرکز بخش واقع شده‌است.
گسکمینجان دارای ۱۹۲ خانوار و جمعیتی بالغ بر ۷۶۸ نفر است.
روستای گسکمینجان در منطقه‌ای کاملاً جلگه‌ای و با پوشش گیاهی غنی و نیمه‌جنگلی واقع شده‌است.

## امکانات
گسکمین‌جان دارای ۲۳۴ هکتار زمین می‌باشد و از این مقدار زمین حدود ۱۶۰ هکتار آن جزء طرح تجهیز اراضی بهسازی شده می‌باشد و مابقی زمین آن جز خشکی و خانه محوطه مسکونی و اماکن دولتی می‌باشد.
از امکانات دولتی روستا می‌توان شرکت تعاونی روستایی و خانه بهداشت روستایی و مدارس در تمام مقاطع تحصیلی هم دخترانه و هم پسرانه را نام برد.

## پیشینه
گسکمینجان قدمتی بالغ بر ۸۰۰ سال دارد.
در زمان‌های قدیم به علت سکونت سادات علوی زیاد این روستا سیدمحله نام داشت و در جنگ جهانی اول و دوم این منطقه در تصرف روس‌ها بوده و گسکمینجان در آن زمان به روستا اطلاق شد.